# Piazzetta Sant'Alessandro
Piazzetta Sant'Alessandro è una piazza di Brescia, situata all'incrocio fra via Moretto e corso Cavour, davanti all'omonima chiesa di Sant'Alessandro, della quale costituisce il sagrato. Da sempre fulcro della quadra di Sant'Alessandro, anche grazie alla stessa chiesa che vi si affaccia, è un ambiente molto particolare per il variato cromatismo degli edifici che la contornano e per le diverse epoche di realizzazione degli stessi, spaziando dal Medioevo al barocco, al neoclassicismo fino al razionalismo del dopoguerra. Lo spazio ruota attorno a una bella fontana barocca centrale a tre vasche sovrapposte.
L'ambiente, intimo e riservato a una prima occhiata, è in realtà molto vissuto e frequentato, data soprattutto la vicinanza a corso Magenta e, da lì, al cuore della città, che fanno della piazzetta un importante snodo di passaggio del traffico pedonale e ciclabile. Questo aspetto, oltretutto, era più evidente quando il palazzo Martinengo Colleoni, che qui si affaccia, era sede del tribunale di Brescia, trasferito dal 2009 nel moderno Palagiustizia.

## Storia
Il sagrato della chiesa di Sant'Alessandro è un ottimo esempio di piazzetta cittadina, con caratteristiche e utilizzi molto differenti da quelli delle grandi piazze. Questi luoghi, infatti, erano percepiti come "dilatazione" del cortile di casa e come tali erano fruiti e gestiti dalla vicinìa, ovvero la popolazione che abitava nelle loro immediate vicinanze.
Di conseguenza, essendo spazi semiprivati, ricevevano anche un'attenzione individuale maggiore di quanto non avvenisse per le grandi piazze pubbliche, la cui gestione era riservata agli alti organi amministrativi. Avveniva quindi, e molto spesso, che gli amministratori delle quadre cittadine, o le famiglie di benestanti, intervenissero con fondi personali per la manutenzione e il miglioramento delle piazzette.
Fra l'altro, tali luoghi furono anche i primi ad avere nominativi stabili, al contrario delle vie e delle contrade, essendo appunto immediatamente riconoscibili e molto più nel cuore della popolazione rispetto a una qualsiasi strada, meritevoli quindi di un'intitolazione. I termini “cantù”, “carobbio” e “sagrato” sono assai antichi, come in molte altre città, anche a Brescia.

La chiesa di Sant'Alessandro da cui la piazzetta attigua trae il nome

Piazzetta Sant'Alessandro, come detto, rientra perfettamente in questa categoria di ambienti. Anticamente, lo spazio del sagrato vero e proprio trovava luogo nell'angolo fra la facciata della chiesa e i corpi di fabbrica ad essa adiacenti, posti sul lato nord, caratterizzati da due chiostri lungo i quali scorreva il canale Molin del Brolo.
La piazzetta, grazie alla sua centralità nella quadra di Sant'Alessandro e alla crescente importanza della stessa chiesa, assunse con il passare del tempo tutte le caratteristiche di un piccolo centro amministrativo e sociale. Qui aveva infatti sede la Casa della Quadra: una lapide, che era murata sulla parete che fa angolo fra la piazzetta e corso Cavour, a nord, precisava che quella era la Casa della Quadra e portava la data 1465. La lapide fu in seguito asportata, togliendo un'informazione che purtroppo impoverisce il linguaggio della città: essa si trova ora in un cortile del monastero di Santa Giulia.
La situazione urbanistica del luogo rimase praticamente invariata fino al 1769, quando la chiesa subì gravi danni dovuti all'esplosione della polveriera di San Nazaro, al punto che sul finire del secolo fu oggetto di un importante intervento di ricostruzione progettato dall'architetto Giovanni Donegani.
L'intervento si trasformò in un'occasione per sistemare anche la piazza antistante: nel 1785 fu demolita una casa della contessa Paola Avogadro Fenaroli su sua gentile concessione, ovverosia l'edificio che "sporgeva" all'interno dell'ambiente, dilatando lo spazio centrale e portando la piazzetta alle dimensioni odierne. Il luogo fu anche impreziosito dalla sostituzione della vecchia fontana con una vasca barocca a forma di valva di conchiglia progettata dallo stesso Donegani nel 1787 e realizzata grazie al contributo dei conti Martinengo Colleoni, che avevano la loro residenza di famiglia proprio nella piazza.
La loro generosità fu notevole ma, in ogni caso, l'interesse a rivalutare la piazzetta dipendeva soprattutto dal beneficio estetico che ne avrebbe tratto la loro residenza, eretta nel XV secolo, che vi si affacciava. L'evento, oltretutto, è ricordato in una lapide commemorativa murata sul fianco sud della chiesa, l'unico visibile, affiancata da un'altra più antica, quattrocentesca, riguardante l'erezione a canonica della chiesa.
Il bombardamento aereo che colpì Brescia il 2 marzo 1945 distrusse i chiostri della chiesa e gli edifici medievali posti sul lato nord della piazzetta, che furono sostituiti negli anni sessanta del secolo dal moderno Condominio Sant'Alessandro.

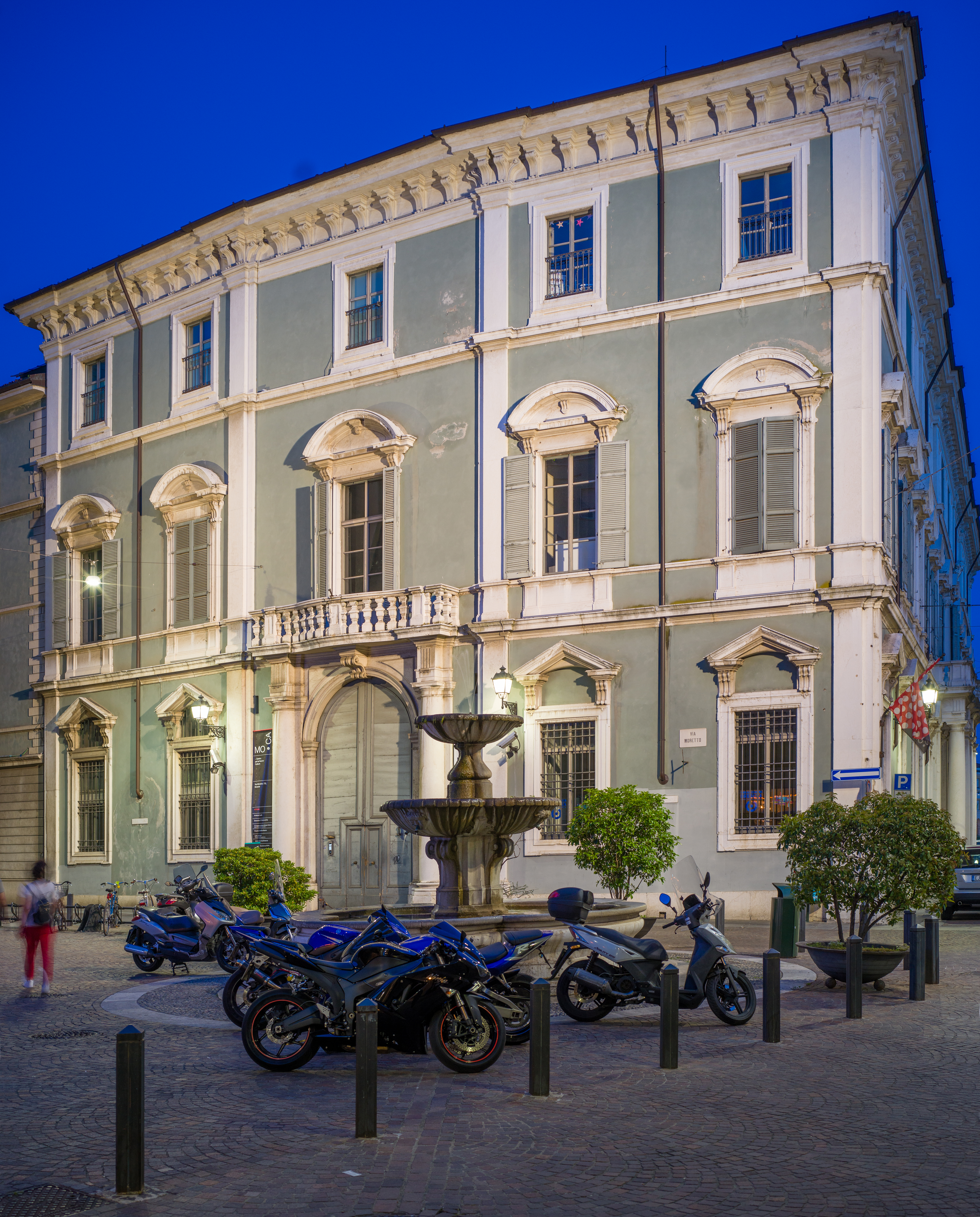
Il fronte di palazzo Martinengo Colleoni di Malpaga

## La piazzetta
La piazzetta si compone di quattro fronti principali che la inquadrano totalmente, aperti solamente dal passaggio di Corso Cavour a ovest e Via Moretto a sud, in posizione defilata. Nel complesso, l'ambiente appare abbastanza ristretto, intimo, sensazione a cui contribuiscono gli alti volumi degli edifici che vi si affacciano. Il senso di chiusura è invece minore nell'angolo sud-ovest, dove le due vie si incrociano e dove i volumi sono più frammentati, come ben visibile anche nella pianta della piazza. I vari fronti sono piuttosto differenziati per aspetto, colore ed epoche di realizzazione, facendo della piazza un vero connubio di stili e cromatismi:
- Sul fronte sud si eleva la mole bianca e azzurra del Palazzo Martinengo Colleoni di Malpaga, l'edificio di carattere civico più importante della piazzetta. Risalente al XVI secolo, fu edificato per volere della famiglia Martinengo Colleoni di Malpaga, fra le più antiche ed insigni di Bergamo. Restaurato nel Settecento, divenne uno dei palazzi barocchi più imponenti della città.
- Sul fronte est si alza, maestosa, la facciata color ocra della chiesa di Sant'Alessandro, realizzata nei primi anni del Novecento sul progetto originale settecentesco del Donegani, poiché al tempo mai portato a termine. Il motivo unitario a fronte di tempio classico, con quattro colonne a tre quarti di ordine corinzio, di cospicuo diametro, che sorreggono una trabeazione compiuta su cui poggia un timpano triangolare, conferiscono alla facciata della chiesa un vigore assolutamente dominante sulla piazza, alto e continuamente attrattivo per l'occhio. Fra l'altro, essendo questo fronte rivolto pienamente a ovest, è di solito anche l'unico ad essere pienamente illuminato dalla luce del Sole, enfatizzando il suo aspetto predominante.

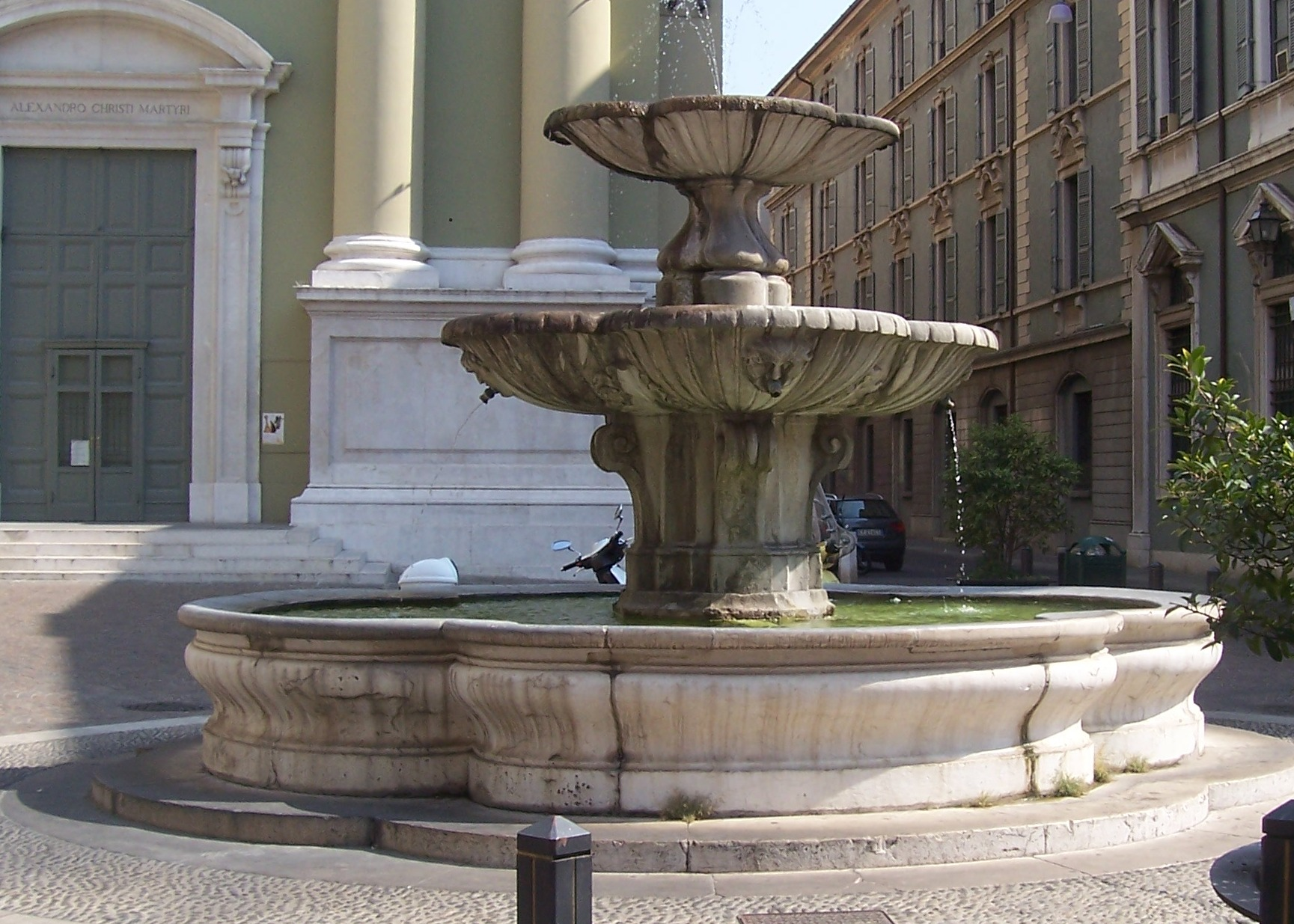
La fontana

- Il fronte nord è occupato dall'alta mole verde chiaro del condominio Sant'Alessandro, costruito negli anni sessanta del Novecento in sostituzione degli edifici distrutti dal bombardamento della Seconda guerra mondiale. L'aspetto è molto semplice e razionale, liscio e privo di decorazioni, in verità molto discutibile, tanto da essere spesso definito uno dei "mostri" dell'urbanistica del dopoguerra. In effetti, il suo stile si sposa difficilmente con quello generale della piazza, essenzialmente calibrato sul binomio medioevo-barocco, e l'edificio stesso, troppo alto, soffoca l'architettura della chiesa, subito adiacente.
- Il fronte ovest è quello "popolare" della piazzetta, composto da tre edifici di carattere residenziale, di colore rosso, giallo e marrone, da sud a nord. Quello marrone, l'ultimo, si affaccia solo parzialmente sulla piazzetta, proseguendo poi lungo Corso Cavour.

Nel centro religioso e amministrativo del quartiere non poteva mancare la fontana, già accennata, elemento aggregativo importantissimo in passato. Sino al XVIII secolo fu presente la vasca quattrocentesca, recante un affresco della Madonna, oggetto di frequentissime liti sul suo utilizzo e sugli eventuali rifacimenti.
Nel 1787, l'amministrazione della Quadra decise di ricostruire totalmente l'antica fontana e i conti Martinengo Colleoni di Malpaga sovvenzionarono l'intera operazione, affidata al progetto di Giovanni Donegani che realizzò l'elegante vasca attuale, a forma di valva di conchiglia. Si compone di tre vasche sovrapposte di capienza decrescente, con un pilastro centrale a volute che sorregge l'intera struttura. L'acqua sgorga dalla vasca in sommità con una raggiera di zampilli e scende man mano verso il basso, fino alla vasca di base, attraverso dei fori nelle due vasche sopraelevate. I fori, quattro per vasca, coincidono all'esterno con bocche di mascheroni.

## Galleria d'immagini

La facciata della chiesa di Sant'Alessandro
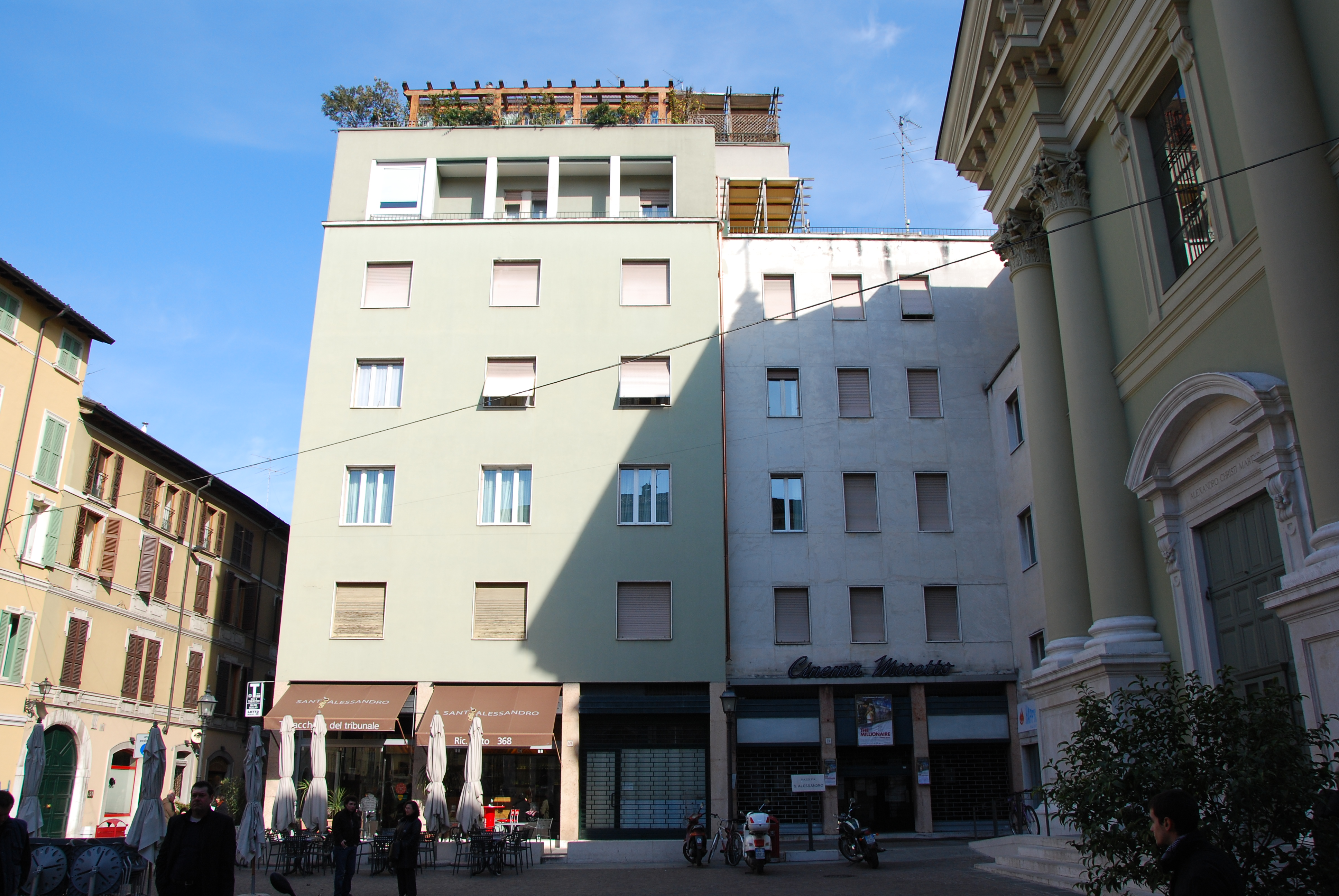
Il condominio Sant'Alessandro
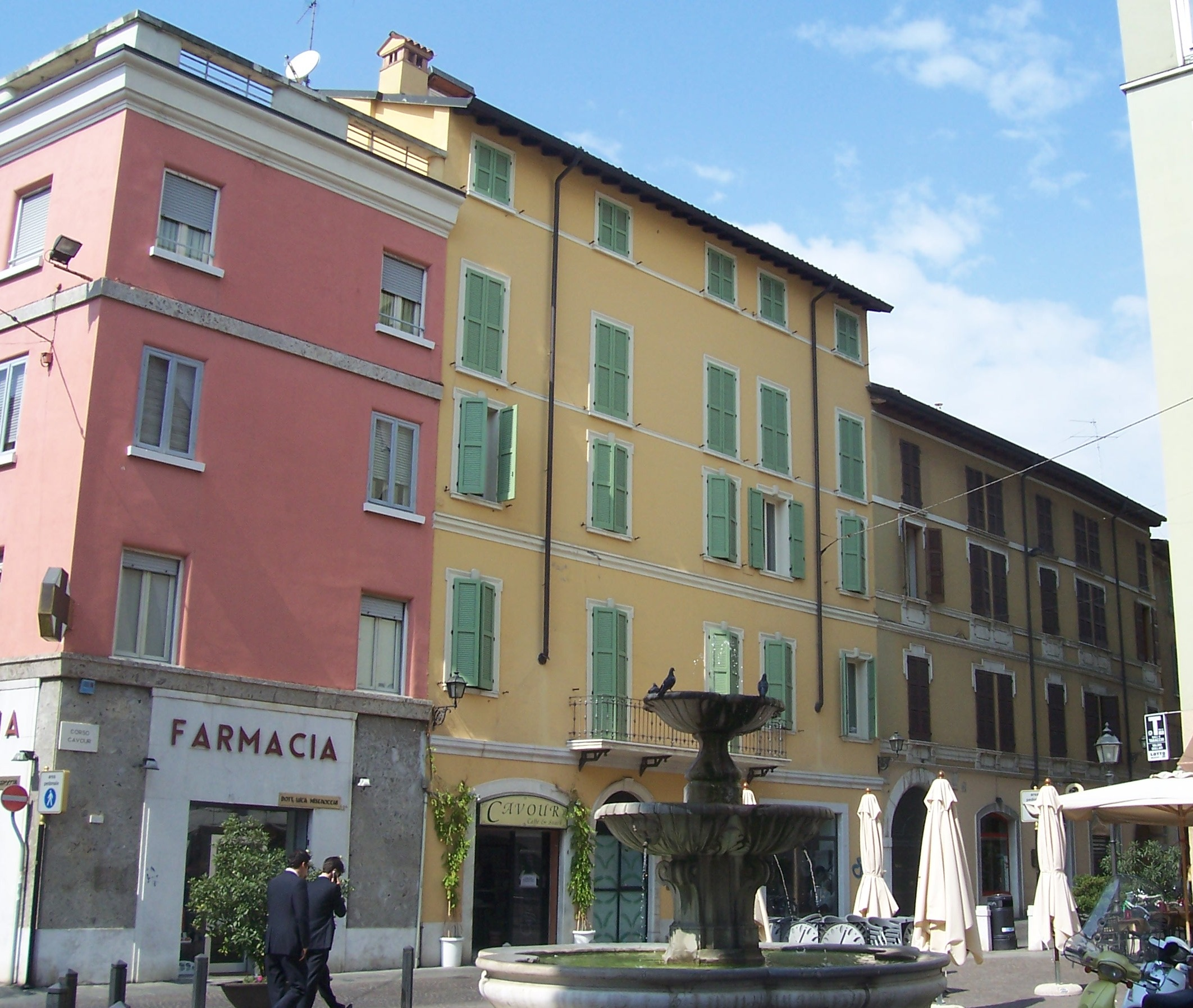
Il lato ovest della piazzetta
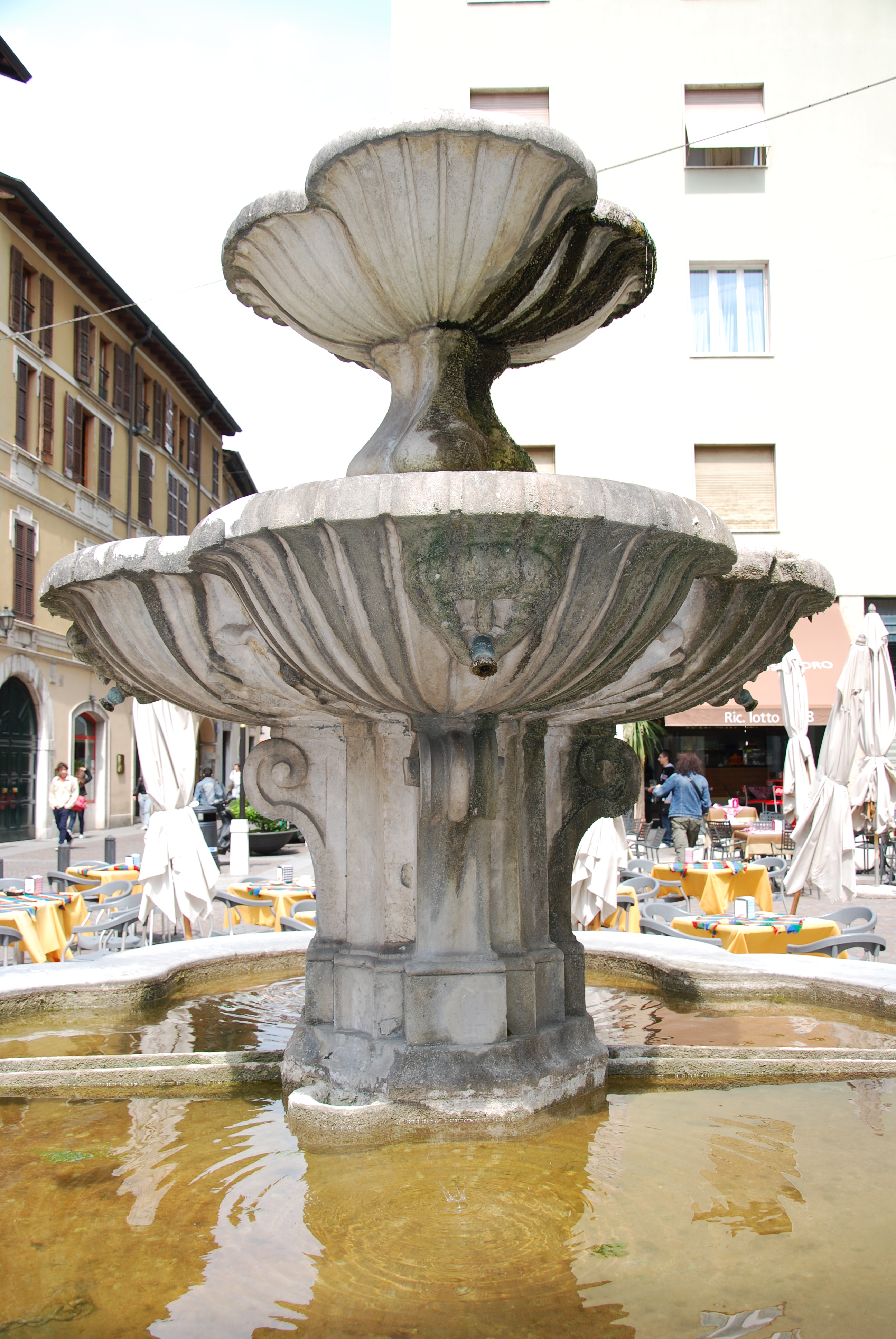
Particolare della fontana
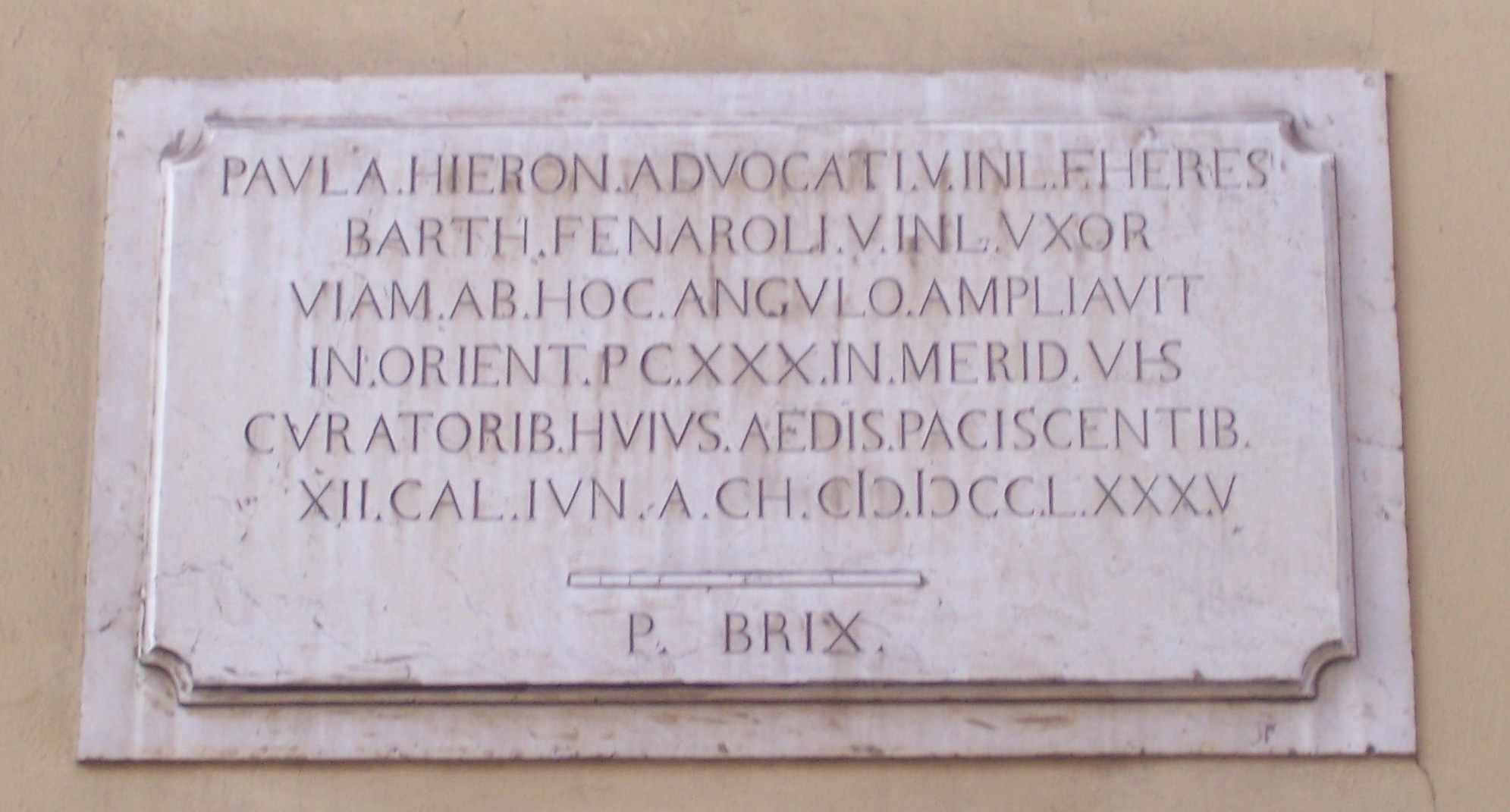
La targa che commemora l'allargamento della piazzetta